# Hrabstwo Skagit
Hrabstwo Skagit (ang. Skagit County) – hrabstwo w stanie Waszyngton w Stanach Zjednoczonych. Hrabstwo zajmuje powierzchnię 1735,14 mil² (4493,99 km²). Według szacunków United States Census Bureau w roku 2009 miało 119 534 mieszkańców. Siedzibą hrabstwa jest Mount Vernon.
Hrabstwo powstało w 1883. Na terenie hrabstwa znajduje się wulkan Glacier Peak oraz duża część rezerwatu Glacier Peak Wilderness

## Miasta
- Anacortes
- Burlington
- Concrete
- Hamilton
- La Conner
- Lyman
- Mount Vernon
- Sedro-Woolley

## CDP
- Alger
- Bay View
- Big Lake
- Clear Lake
- Conway
- Edison
- Lake Cavanaugh
- Lake McMurray
- Marblemount
- Rockport